# Pajares
Pajares (en asturiano y oficialmente Payares) es una villa y una parroquia del concejo asturiano de Lena, España.

## Situación
Está situado en la ladera de las montañas de la cordillera Cantábrica, a una altitud de unos 970 metros. Da nombre al valle donde se encuentra ubicado, al río que discurre por él y a un puerto de montaña, el puerto de Pajares (1378 m), que durante siglos fue la principal vía de comunicación entre Asturias y el resto de España.

## Población
En la parroquia, de 43,62 km², estaban empadronadas en el año 2018 un total de 111 personas, que según el nomenclátor de ese año, se repartían en las siguientes poblaciones:
- Brañillín (El Brañiḷḷín), zona de interés turístico;
- Las Campas (La Campa), lugar;
- Flor de Acebos (Floracebos), lugar;
- La Malveda (La Malvea), aldea;
- El Nocedo (El Nocíu) casería;
- Pajares (Payares), villa, principal núcleo de población;
- Pajares Estación (La Estación), casería;
- Las Pedrosas (La Pedrosa), casería;
- Santa Marina, casería y
- Villar de Pajares (Viḷḷar), casería.

La villa de Pajares está dividida en los barrios de Pría, El Conventu, El Ḷḷugar, La Vecera, La Campa y La Pedrosa.[cita requerida]

## Lugares de interés

#### Estación de esquí

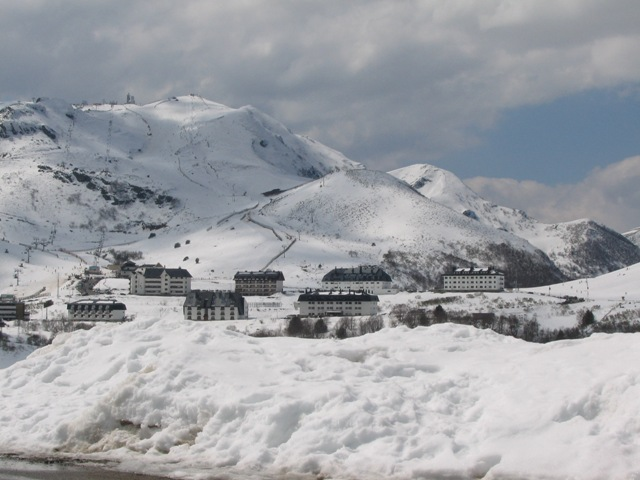
Valgrande-Pajares.

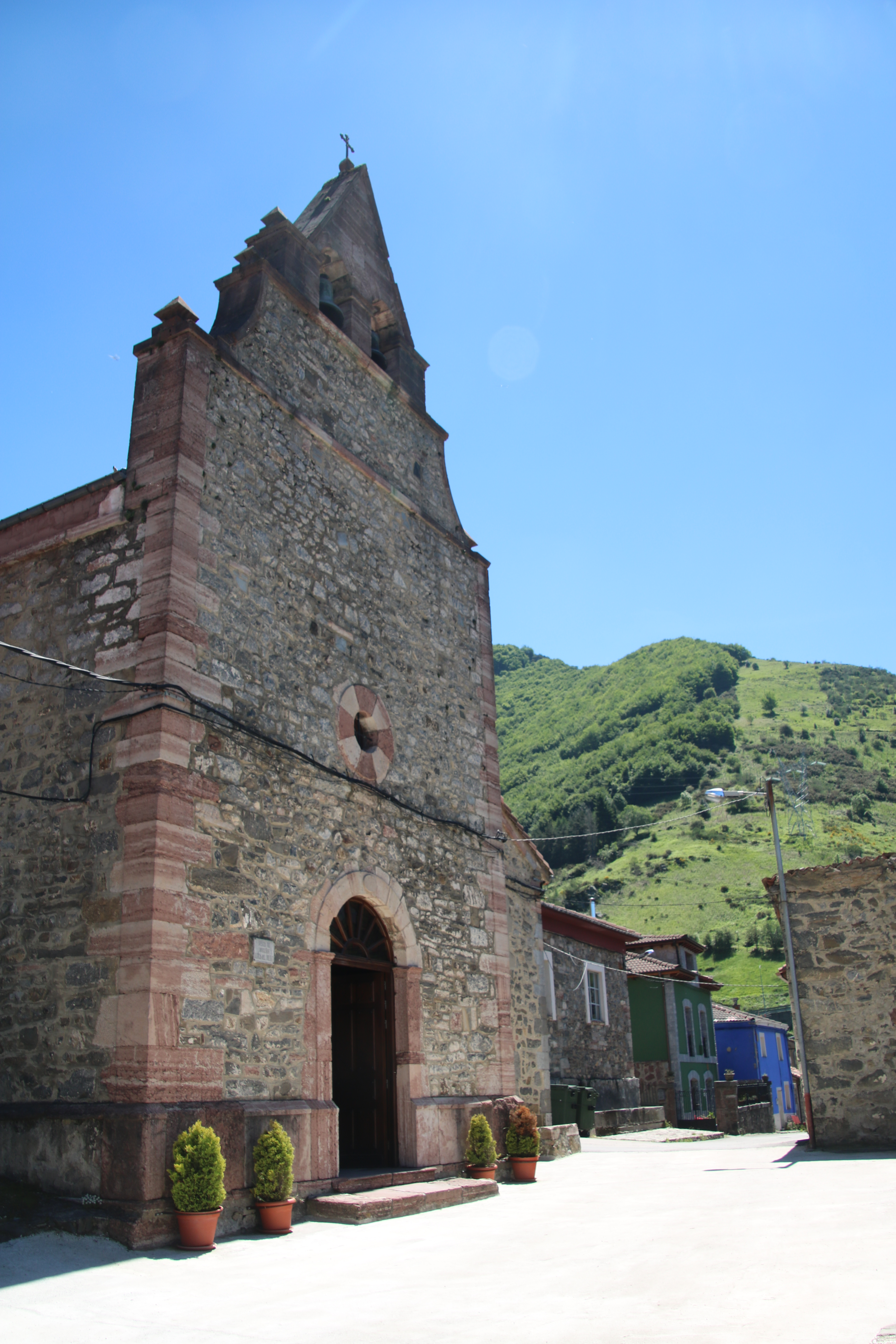
Iglesia de San Miguel

Destaca en esta parroquia la estación invernal y de montaña Valgrande-Pajares, principal motor económico de la zona.
La estación de esquí comenzó su actividad en el puerto de Pajares, junto al Parador del puerto, donde Jesús Suárez Valgrande construyó el primer telesquí (La Cerra) en 1954, siendo una de las primeras estaciones de esquí españolas. Actualmente las instalaciones deportivas se encuentran en las laderas de Cueto Negro (1890 m), a un par de kilómetros del puerto de Pajares, junto a la urbanización de Brañillín, donde comienzan los dominios de la estación de esquí.

#### Iglesias
En la arquitectura religiosa de la zona, destacan la ermita de Santa Marina de Pajares y la iglesia de San Miguel de Pajares.